# Seznam polských a litevských knížecích rodů

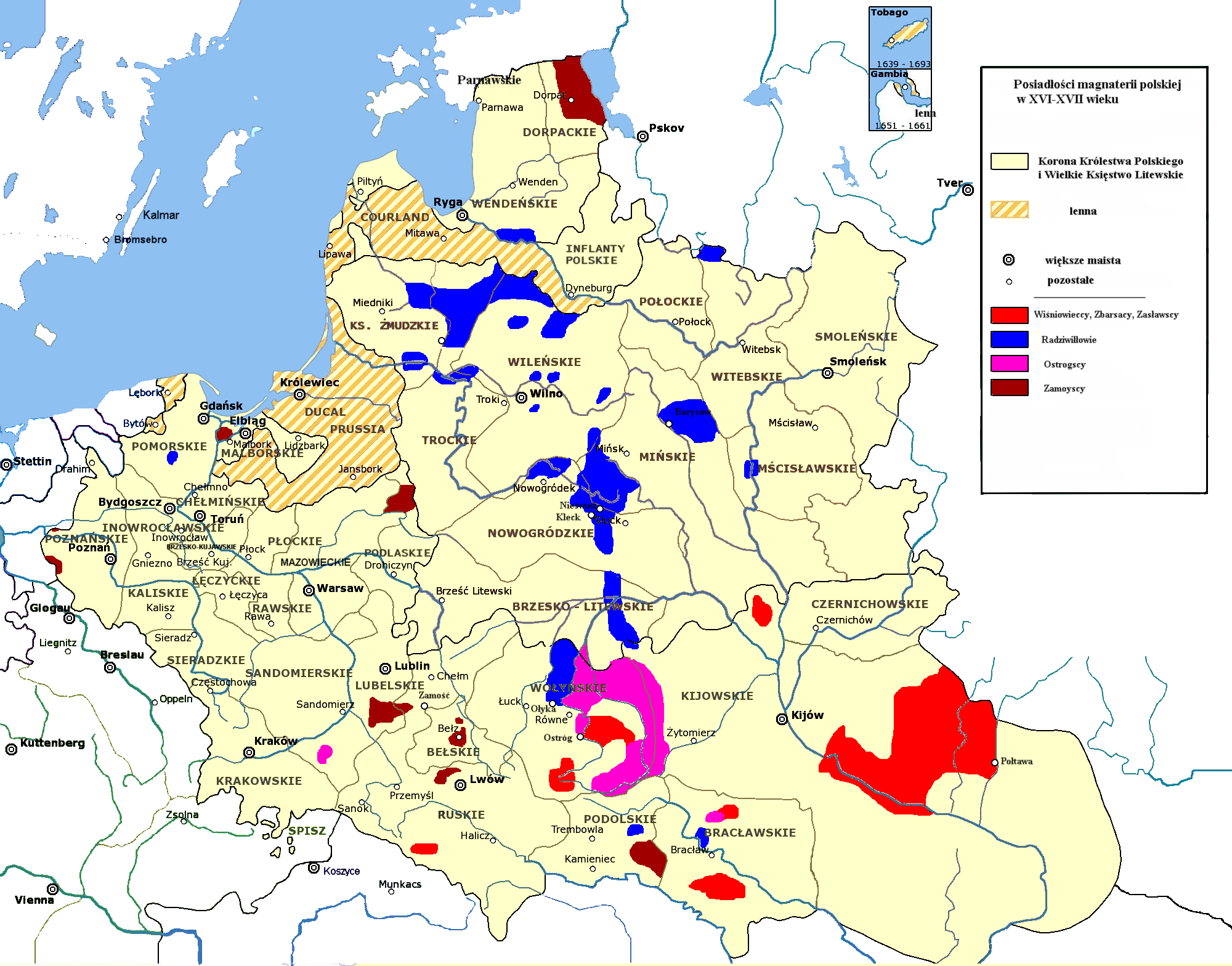
Mapa majetků nejbohatších knížat a magnátů v Republice obou národů v 17. století

Tato stránka představuje strukturovaný seznam knížecích rodů v Polsku a na Litvě v celé jejich historii.

## Úvod
Knížecí titul byl tradičně nejvyšším šlechtickým titulem jak v Polsku, tak na Litvě, dvou monarchiích spojených dlouhou společnou historií. V obou těchto zemích šlo původně o titul výlučně panovnický, který ale příslušníkům vládnoucího rodu zůstával i poté, co dynastie vládu nad zemí ztratila a zařadila se mezi "pouhou" šlechtu. Zatímco ve středověkém polském království byly šlechtické tituly, v principu včetně knížecích, zakázány a šlechta zde si byla formálně rovná, na Litvě existovaly šlechtické tituly různých stupňů, přičemž na knížecí titul měli nárok potomci starých knížecích dynastií, kteří mohli navíc nadále některému údělnému knížectví vládnout. Po podpisu Lublinské unie v roce 1569 byly některé litevské knížecí rody přijaty jako knížata v celé polsko-litevské unii. Na druhou stranu zákon z roku 1638 zrušil na Litvě užívání šlechtických titulů s výjimkou titulu knížecího a několika dalších výjimek. Šlechtické rody vyňaté z působnosti tohoto zákona sice mohly svůj titul prosazovat v celé Unii, na druhou stranu se zákaz užívat knížecí titul týkal i některých místních knížecích rodů, které nebyly uznány v rámci Lublinské unie či dodatečně (v praxi ale tyto knížecí rody užívaly v rámci litevského velkoknížectví svůj titul nadále). V téže době počali někteří polští nebo litevští velmožové získávat tituly i od zahraničních panovníků, v Unii obvykle neuznané. V době Unie se šlechta (szlachta) oficiálně dělila jen v rámci sejmu na stav senátorský a stav rytířský, což se vázalo jen na funkci konkrétního šlechtice v rámci sejmu. V praxi však bylo důležité dělení na magnáty a zbytek šlechty (v jejím rámci se ještě někdy vyděluje také drobná šlechta - zemané). Magnáti byli v Polsku a na Litvě nejbohatší šlechtici, držící mimořádně velký pozemkový majetek, tzv. magnátskou posedlost, z níž magnáti často vytvářeli fideikomis, v Polsku zvaný ordynace (polsky ordynacja). Mezi magnátem a knížetem nebyla formálně žádná právní souvislost, kníže mohl i nemusel být magnátem a totéž i naopak. Jak knížecí titul, tak i magnátská kategorie byly však záležitostí oficiálního uznání. Navíc pouze z pozice magnáta a nikoli knížete, plynuly v dobách Unie zásadní politické výhody. Po rozpadu polsko-litevské unie bylo ještě několik knížat v Polsku jmenováno carem z titulu polského krále, po r. 1830 však již všichni Poláci povýšení do knížecího stavu získali svůj titul jako ruský nebo zahraniční. Litva přišla o vlastní šlechtickou obec již při třetím dělení Polska a to definitivně.

## Knížata středověkého Polského království

### Původní slovanské vládnoucí dynastie v Polsku
- Popielové – pololegendární rod, vládnoucí v předkřesťanském Polsku
- Piastovci – zakladatelé polského křesťanského státu a středověké polské státnosti, knížata a králové, r. 1370 ztratili polský trůn, r. 1675 † po meči
- Soběslavovci – rod vládnoucí v Gdaňském Přímoří, knížata, od r. 1227 vévodové, † roku 1294
- Gryfité – vládnoucí rod v Pomořanech, 1181 vévodové "ve Slávii", 1348 říšská knížata a vévodové, † roku 1637

### Polská duchovní knížata
| Erb | Datum povýšení                   | Kníže                 | Knížectví            | Datum zániku titulu | Poznámky                                                                                              |
| --- | -------------------------------- | --------------------- | -------------------- | ------------------- | --- |
|     | 1137 (1. zmínka)                 | arcibiskup hnězdenský | Łowiczské knížectví  | 1795                | |
|     | 1290                             | biskup vratislavský   | Niské knížectví      | 1795                | Po roce 1335 byl biskup součástí stavů zemí Koruny české, resp. stavů Slezska                         |
|     | 1339                             | biskup płocký         | Pułtuskské knížectví | 1795                | |
|     | 1356 (povýšen jako říšský kníže) | biskup varmijský      | Varmijské knížectví  | 1836                | Polské uznání titulu říšského knížete po získání Západních Prus a Varmie r. 1466 (druhý toruňský mír) |
|     | 1443                             | biskup krakovský      | Seveřské knížectví   | 1791                | Knížecí titul biskupů i s nominální "vládou" v Seveřsku byl obnoven v Rakousku-Uhersku v l. 1889–1918 |
|     | 1598                             | probošt płocký        | Sieluńské knížectví  | 1790                | |
|     | ?                                | biskup wilenský       | Taurožské panství    | ?                   | Taurogy byly formálně pouze panstvím, ale vázal se na ně knížecí titul.                               |

## Knížecí rody v Litevském velkoknížectví
Litevská šlechta před uzavřením Lublinské unie neznala polskou zásadu šlechtické rovnosti a pozvolna přijímala západní šlechtickou hierarchii titulů. Knížecí titul na Litvě náležel všem příslušníkům starých dynastií, bez ohledu na velikost majetku, a tedy bez ohledu příslušnost k nejbohatší vrstvě magnátů. Za knížecí dynastie byly na Litvě považovány ty rody, které vládly (či v minulosti vládly) vlastnímu knížectví, podřízenému ovšem centrální autoritě velkoknížete (relativně volné). Velkoknížata ponechávala vládu nad některým knížectvím jiným rodům litevského knížecího původu, které byly až do r. 1386 pohanské. Rovněž východní pravoslavná knížata z rodu Rurikovců, začleněná do Litvy, byla mnohdy ponechána při vládě. Velkokníže ale někdy zbavil podrobený rod jeho původního knížectví a udělil mu zemi jinou, aby tak zabránil vytváření a posilování center odporu vůči ústřední vládě. Mnohá stará knížectví obdrželi velkoknížecí příbuzní, a to mnohdy dědičně, takže vznikaly rodové vedlejší větve Gediminovců. Přijímání západních šlechtických titulů mělo za následek, že magnátskému rodu Radziwiłłů byl ve Velkoknížectví ještě před vznikem polsko-litevské unie dvakrát uznán titul knížat Svaté říše římské.
- Gediminovci
  -  Jagellonci - královská dynastie vládnoucí v Polsku, na Litvě, v Čechách i Uhrách, † r. 1572
  -  Kobryńští - † kol. r. 1490
  -  Hurkowiczové - † asi r. 1484
  - Koporští - † kol. r. 1400
  -  Rużińští - žijící rod
  - Pińští - † v 15. stol.
  -  Korecčtí - † v 17. století
  - Buremští - † r. 1610
  -  Kurcewiczové - žijící rod
  - Kroszyńští - poslední zmínka o rodu r. 1683
  -  Połubińští - žijící rod
  -  Łukomští - možná žijící rod
  - Bielští - litevská větev † r. 1542, ruská větev † r. 1612
  - Mścislawští - † mezi lety 1486 a 1489
  - Zasławští-Mścislawští - r. 1526 emigrovali do Ruska, † v 17. stol.
  - Stepańští - † krátce před r. 1452
  - Bujnicčtí - † r. 1506
  -  Hołowniové-Ostrožečtí - † r. 1585
  - Zwiaholští - † mezi lety 1386 a 1388
- Rurikovci
  - Sokolští - † v 17. století
  -  Ogińští - žijící rod
  -  Puzynové - roku 1782 byla rodu potvrzena knížecí hodnost na habsburské Haliči, žijící rod
  - Sołomerečtí - † roku 1641
  -  Żyżemští - † patrně kolem roku 1700
  - Hołowczyńští - † roku 1658
  -  Szujští - žijící rod
- Nieświcové - rod nejasného původu, rurikovského či gediminovského, jméno dle vsi Nieświcz v Luckém rajonu
  -  Woroniecčtí - žijící rod
  -  Porycčtí - † roku 1637
- Knížecí rody jiného původu
  -  Holszańští - litevský knížecí rod, pocházela z něj polská královna Žofie, rod † v 17. století
  -  Giedroyči - litevský knížecí rod, roku 1784 mu byla potvrzena knížecí hodnost na habsburské Haliči, žijící rod
  -  Świrští - litevský knížecí rod, žijící
  - Jamontowiczové - litevský knížecí rod, † roku 1540
  - Odynczewiczové - litevský knížecí rod, snad německého původu, † kolem roku 1600
  -  Glińští - rod tatarského původu, potomci emíra ve Zlaté hordě, Mamaje, z rodu pocházela Jelena Glińská, žijící rod
  -  Radziwiłłové - nedynastický litevský magnátský rod, 25. února 1518 byl Mikuláš, litevský zemský maršálek a vojvoda trocký, dědičně povýšen na říšského knížete, na Litvě titul uznán téhož roku,[2] tato větev rodu † rok 1542[3]

## Polsko-litevská unie

### Knížecí rody uznané polsko-litevským sejmem
| Knížecí erb  | Datum uznání        | Jméno rodu           | Mateřská dynastie | Knížectví či ordinace                                                   | Datum vymření rodu | Poznámky |
| ------------ | ------------------- | -------------------- | ----------------- | ----------------------------------------------------------------------- | ------------------ | --- |
| „Staré” rody |                     |                      |                   |                                                                         |                    | |
|              | 1569 (4. července)  | Olelkowičové-Słužští | Gediminovci       | Kopylsko-Slucké knížectví                                               | 1592               | |
|              | 1569 (4. července)  | Ostrožští            | Rurikovci         | Ostrožské knížectví a ordynace (část)                                   | 1620               | |
|              | 1569 (4. července)  | Zasławští            | Rurikovci         | Ostrožské knížectví a ordinace (část)                                   | 1682               | |
|              | 1569 (4. července)  | Zbarażští            | Nieświcové        | Zbarażské knížectví (část)                                              | 1631               | |
|              | 1569 (4. července)  | Wiśniowiečtí         | Nieświcové        | Wiśniowieckié knížectví, Zbarażské knížectví (část)                     | 1744               | Z tohoto rodu pocházel polský král Michal Korybut |
|              | 1569 (4. července)  | Korečtí              | Gediminovci       | Korecké knížectví                                                       | 1651               | |
|              | 1569 (4. července)  | Sanguszkowé          | Gediminovci       | Zasławské knížectví, Kosyrzské knížectví, Ostrožská ordinace (část)     | Ž                  | |
|              | 1569 (4. července)  | Czartoryští          | Gediminovci       | Czartoryjské knížectví                                                  | Ž                  | |
|              | 1569 (4. července)  | Czetwertyńští        | Rurikovci         | Czetwertyńské knížectví                                                 | Ž                  | |
|              | 1569 (4. července)  | Dručtí               | Gediminovci       | Drucké knížectví                                                        | Ž                  | |
|              | 1569 (4. července)  | Radziwiłłové         | -                 | Knížectví Biržaiské, Dubinské, Goniądzské, Ňasvižské, Medelské a Olycké | Ž                  | - Jediný nedynastický knížecí rod, uznaný sejmem již při podpisu Lublinské dohody. Knížecí titul přiznán na základě udělení titulu říšského knížete císařem Karlem V. dne 10. prosince 1547. Titul uznán na Litvě 24. ledna 1549. - Říšský knížecí titul byl udělen Mikuláši řečenému "Černý", pánu na Olyce a Niesvieżi, litevskému velkému maršálkovi a velkému kancléři a dále bratranci předešlého: Mikuláši řečenému "Sirotek", pánu na Biržách a Dubinkách, litevskému velkému hetmanovi, vojvodovi trockému a wilenskému. Titul platil i pro veškeré potomky obou zmíněných a v polsko-litevské unii byl potvrzen ve stejném rozsahu. |
| „Nové” rody  |                     |                      |                   |                                                                         |                    | |
|              | 1682                | Lubomirští           | -                 |                                                                         | Ž                  | Polské uznání říšského knížecího titulu z 8. března 1647 |
|              | 1764 (24. prosince) | Poniatowští          | -                 |                                                                         | 1833               | Titul přiznán třem bratrům krále Stanislava Augusta |
|              | 1768                | Sapiehové            | -                 |                                                                         | Ž                  | |
|              | 1774 (26. dubna)    | Ponińští             | -                 |                                                                         | 1920               | |
|              | 1774                | Sułkowští            | -                 | Rydzyńská ordynace                                                      | Ž                  | Polské uznání říšského knížecího titulu z 5. srpna 1754 |
|              | 1775                | Jablonowští          | -                 | Ostrožské knížectví                                                     | 1921               | Polské uznání říšského knížecího titulu ze 17. dubna 1743 |
|              | 1775                | Massalští            | Rurikovci         |                                                                         | 1794               | |
|              | 1780                | Ligne                | -                 |                                                                         | Ž                  | Polské uznání říšského knížecího titulu z 20. března 1601 |

### Potomci polských volených králů
Polská Rzeczpospolita uznávala tradičně knížecí stav a důstojnost u potomků volených králů v období Republiky Obou národů.
| Knížecí erb | Datum nástupu krále | Jméno rodu  | Volený král  | Knížectví či ordinace                     | Datum vymření rodu |
| ----------- | ------------------- | ----------- | ------------ | ----------------------------------------- | ------------------ |
|             | 1674 (21. května)   | Sobieští    | Jan III.     | Olavské knížectví (v habsburském Slezsku) | 1737               |
|             | 1705 (4. října)     | Leszczyńští | Stanislav I. |                                           | 1766               |

## Knížecí rody v Polském ("kongresovém") království
Po Vídeňském kongresu byli ruští carové zároveň polskými králi a měli možnost udílet šlechtické tituly jak z pravomoci ruského cara, tak polského krále. V dobách "kongresového království", kdy se Polsko v Ruském impériu těšilo značné míře autonomie, se knížecí titul od polského krále považoval za platný jen tehdy, když byl potvrzen obnoveným polským (již ne polsko-litevským) sejmem. Ne vždy k tomu ale došlo. Tituly Kongresového Polska byly stejně jako ruské tituly dědičné všem potomkům (s pochopitelnou výjimkou titulů, udělených ženám, které byly pouze osobní).
| Knížecí erb | Datum povýšení      | Jméno rodu                    | První kníže                          | Potvrzení polským sejmem | Datum vymření rodu | Poznámky |
| ----------- | ------------------- | ----------------------------- | ------------------------------------ | ------------------------ | ------------------ | --- |
|             | 1818 (27. dubna)    | Zajączekové                   | Józef Zajączek                       | ne                       | 1826               | Titul vymřel již s prvním knížetem |
|             | 1820 (20. července) | Grudzińští (kněžna łowiczská) | Joanna Grudzińska                    | ne                       | 1831               | - morganatická manželka velkoknížete Konstantina - Byl použit titul bývalého církevního Łowiczského knížectví, ovšem bez vladařských práv. Bývalý majetek polských primasů v knížectví přešel carskou donací na velkoknížete Konstantina, manžela kněžny (dne 4. července 1820) |
|             | 1821                | Światopołk-Mirští             | Tomasz Bogumił Jan Światopołk-Mirski | ano                      | Ž                  | Rod pocházející z Mjor, titul udělen kvůli mylnému domnění, že rodina pochází z dynastie Rurikovců, resp. od knížat z Turova |

## Polské a litevské rody s cizím knížecím titulem
Tyto knížecí rody byly polského původu či dokonce trvale usazené v Polsku, případně na Litvě, nikdy jim ale nebyl jejich knížecí stav přiznán polskými nebo litevskými autoritami. Jejich knížecí titul se vázal na povýšení od cizích panovníků.

### Rody usazené v Polsku
- Ossolińští (Jerzy Ossoliński) - r. 1633 papežským knížetem, r. 1634 říšským knížetem (obojí ad personam), † 1650
- Dönhoffové (Kaspar Dönhoff) - r. 1637 říšskými knížaty, tato větev rodu † r. 1745
- Koniecpolští (Stanisław Koniecpolski) - říšskými knížaty r. 1637, tato větev rodu † r. 1682[11]
- Piłsudští (Józef Piłsudski) - náčelník generálního štábu a bývalá hlava státu byl r. 1928 povýšen na knížete od afghánského krále Amanulláha
- Mościčtí (Ignacy Mościcki) - polský prezident byl roku 1928 povýšen na knížete afghánským králem (padišáhem) Amanulláhem

### Rody polského původu, usazené v cizině
- Lichnowští (Johann Karl von Lichnowski) - pruskými knížaty (primogeniturně) od r. 1773, rakouskými knížaty (primogeniturně) od r. 1846, žijící rod
- Radolińští (Hugo Eduard Radoliński) - pruskými knížaty (primogeniturně) od r. 1888, žijící rod
- Poniatowští di Monte Rotondo (Carlo a Giuseppe Lucciovi) - nelegitimní synové posledního knížete Poniatowského, r. 1847 toskánská knížata (primogeniturně), r. 1850 rakouská knížata (pro veškeré potomky), žijící rod

## Zvláštní případ
- Paskevičové-Erivaňští (Ivan Fjodorovič Paskevič) - Ukrajinec, maršál a pokořitel Polska, od r. 1831 polský místodržící, obdržel r. 1831 ruský nikoli polský titul "kníže varšavský", žijící rod